# برونکودیلاتور
برونکودیلاتور (انگلیسی: Bronchodilator) گشادکننده برونش یا برونکولیتیک ماده‌ای است که باعث گشاد شدن نایژه‌ها و نایژک‌ها، کاهش مقاومت در راه هوایی تنفسی و افزایش جریان هوا به ریه‌ها می‌شود. گشادکننده‌های برونش ممکن است به‌طور طبیعی در بدن منشأ گرفته باشند، یا ممکن است داروهایی باشند که برای درمان مشکلات تنفسی، معمولاً به شکل استنشاقی، تجویز می‌شوند. این داروها و مواد در بیماری‌های انسدادی شایع شامل آسم و بیماری مزمن انسدادی ریه مؤثر هستند. اگرچه این موضوع تا حدودی بحث‌برانگیز است، اما ممکن است این داروها در برونشیولیت و برونشکتازی مفید باشند. این داروها اغلب تجویز می‌شوند، اما اهمیت ثابت‌نشده‌ای در بیماری‌های ریوی محدودکننده دارند.
برونکودیلاتورها یا کوتاه‌اثر هستند یا طولانی‌اثر. داروهای کوتاه‌اثر تسکین سریع یا «نجات‌بخش» انقباض برونش حاد را فراهم می‌کنند. برونکودیلاتورهای طولانی‌اثر به کنترل و پیشگیری از علائم کمک می‌کنند. سه نوع داروی گشادکننده برونش‌های تجویزی عبارتند از آگونیست‌های بتا۲ آدرنرژیک (کوتاه‌اثر و طولانی‌اثر)، آنتی‌کولینرژیک‌ها (کوتاه‌اثر و طولانی‌اثر)، و تئوفیلین (با اثر طولانی).
این‌ها داروهای تسکین‌دهنده یا نجات‌دهنده هستند که تسکین سریع و موقت علائم آسم یا تشدید آن را فراهم می‌کنند. این داروها معمولاً در عرض ۲۰ دقیقه یا کمتر اثر می‌گذارند و می‌توانند از چهار تا شش ساعت طول بکشند. این داروهای استنشاقی برای درمان علائم ناگهانی و شدید یا جدید آسم بهترین هستند. این داروها که ۱۵ تا ۲۰ دقیقه زودتر مصرف شوند، همچنین می‌توانند از علائم آسم ناشی از ورزش یا قرار گرفتن در معرض هوای سرد جلوگیری کنند. برخی از بتا آگونیست‌های کوتاه‌اثر، مانند سالبوتامول، مخصوص ریه‌ها هستند. آن‌ها آگونیست‌های β۲ آدرنرژیک نامیده می‌شوند و می‌توانند اسپاسم برونش را بدون عوارض جانبی ناخواسته قلبی از بتا آگونیست‌های غیراختصاصی (مثلاً افدرین یا اپی نفرین) تسکین دهند. بیمارانی که به‌طور منظم یا مکرر نیاز به مصرف آگونیست β۲ آدرنرژیک کوتاه اثر دارند، باید با پزشک خود مشورت کنند، زیرا چنین استفاده‌ای نشان‌دهنده آسم کنترل‌نشده‌است و داروهای روتین آنها ممکن است نیاز به تنظیم داشته باشد.

## آگونیست‌های β۲ آدرنرژیک طولانی اثر
این‌ها داروهای طولانی‌مدتی هستند که به‌طور معمول به منظور کنترل و جلوگیری از انقباض برونش مصرف می‌شوند. آنها برای تسکین سریع در نظر گرفته نشده‌اند. این داروها ممکن است مدت بیشتری طول بکشد تا آغاز به کار کنند، اما انقباض راه هوایی را تا ۱۲ ساعت تسکین می‌دهند. معمولاً دو بار در روز همراه با یک داروی ضد التهابی مصرف می‌شوند، راه‌های هوایی را باز نگه می‌دارند و از علائم آسم به‌ویژه در شب پیشگیری می‌کنند.
سالمترول و فورموترول نمونه‌هایی از این موارد هستند.

## آنتی‌کولینرژیک‌ها
برخی از نمونه‌های آنتی کولینرژیک‌ها، تیوتروپیم (اسپیریوا) و ایپراتروپیوم بروماید هستند.
تیوتروپیم یک برونکودیلاتور آنتی کولینرژیک با اثر طولانی مدت ۲۴ ساعته است که در مدیریت بیماری انسدادی مزمن ریه (COPD) استفاده می‌شود.
ایپراتروپیوم بروماید تنها به صورت استنشاقی در دسترس است و در درمان آسم و COPD استفاده می‌شود. به عنوان یک آنتی‌کولینرژیک کوتاه‌اثر، عملکرد ریه را بهبود می‌بخشد و خطر تشدید را در افراد مبتلا به آسم علامت دار کاهش می‌دهد. با این حال، حمله آسمی را که در حال حاضر در حال انجام است متوقف نمی‌کند. از آنجایی که در صورت استفاده به تنهایی روی علائم آسم تأثیری ندارد، اغلب با یک آگونیست β۲ آدرنرژیک کوتاه اثر همراه می‌شود. در حالی که این دارو به عنوان یک داروی تسکین یا نجات در نظر گرفته می‌شود، ممکن است یک ساعت کامل شروع به کار کند. به همین دلیل در درمان آسم حاد نقش ثانویه دارد. خشکی گلو شایع‌ترین عارضه جانبی است. اگر دارو با چشم تماس پیدا کند، ممکن است برای مدت کوتاهی باعث تاری دید شود.
نشان داده شده‌است که استفاده از آنتی‌کولینرژیک‌ها در ترکیب با آگونیست‌های β۲-آدرنرژیک کوتاه اثر، پذیرش در بیمارستان را در کودکان و بزرگسالان مبتلا به تشدید حاد آسم کاهش می‌دهد.

## دیگر ترکیبات
تئوفیلین که به شکل خوراکی و تزریقی موجود است، یک برونش گشادکننده طولانی اثر است که از دوره‌های آسم جلوگیری می‌کند. این ماده به کلاس شیمیایی متیل‌گزانتین‌ها (همراه با کافئین) تعلق دارد. این دارو در موارد شدید آسم یا مواردی که کنترل آن دشوار است تجویز می‌شود. باید ۱ تا ۴ بار در روز مصرف شود و دوزها را نمی‌توان فراموش کرد. آزمایش خون برای نظارت بر درمان و نشان دادن اینکه چه زمانی تنظیم دوز ضروری است مورد نیاز است. عوارض جانبی می‌تواند شامل حالت تهوع، استفراغ، اسهال، معده یا سردرد، ضربان قلب سریع یا نامنظم، گرفتگی عضلات، احساسات عصبی یا عصبی و بیش‌فعالی باشد. این علائم ممکن است نشان دهنده نیاز به تنظیم دارو باشد. ممکن است با شل کردن عضله اسفنکتر تحتانی مری، ریفلاکس اسید، همچنین به عنوان GERD شناخته شود. برخی از داروها، مانند داروهای تشنج و زخم و آنتی‌بیوتیک‌های حاوی اریترومایسین، می‌توانند در عملکرد تئوفیلین اختلال ایجاد کنند. قهوه، چای، نوشابه، سیگار کشیدن و بیماری‌های ویروسی همگی می‌توانند بر عملکرد تئوفیلین تأثیر بگذارند و اثربخشی آن را تغییر دهند. یک پزشک باید سطوح دوز را کنترل کند تا مشخصات و نیازهای هر بیمار را برآورده کند.
به‌علاوه، برخی از داروهای محرک روانی که عملکردی شبیه به آمفتامین دارند، مانند آمفتامین، مت‌آمفتامین و کوکائین، دارای اثرات گشادکننده برونش هستند و اغلب برای آسم استفاده می‌شوند، به دلیل فقدان آگونیست‌های مؤثر β۲-آدرنرژیک برای استفاده به‌عنوان گشادکننده برونش، اما اکنون به‌عنوان گشادکننده برونش استفاده می‌شوند. در صورت وجود، از نظر پزشکی برای اثرات گشادکننده برونش استفاده می‌شود.

## برونکودیلاتورهای رایج
برونکودیلاتورها به دو گروه کوتاه اثر و طولانی مدت تقسیم می‌شوند. گشادکننده‌های برونش کوتاه اثر برای تسکین انقباض برونش استفاده می‌شود، در حالی که برونش‌های طولانی اثر عمدتاً برای پیشگیری استفاده می‌شوند.
برونکودیلاتورهای کوتاه اثر عبارتند از:
سالبوتامول/آلبوترول (پروونتیل یا ونتولین) لووسالبوتامول/لووالبوترول (Xopenex) پیربوترول (Maxair) اپی‌نفرین (مه پریمتن) اپی نفرین راسمیک (آستمانفرین، جایگزین مه پریماتین) افدرین (Bron)
گشادکننده‌های برونش طولانی اثر عبارتند از
سالمترول (Serevent یا Seretide) کلن‌بوترول (Spiropent)، فورموترول، بامبوترول، اینداکاترول